# Hosseusia (Geometridae)
Hosseusia là một chi bướm đêm thuộc họ Geometridae.